# Børge Brende

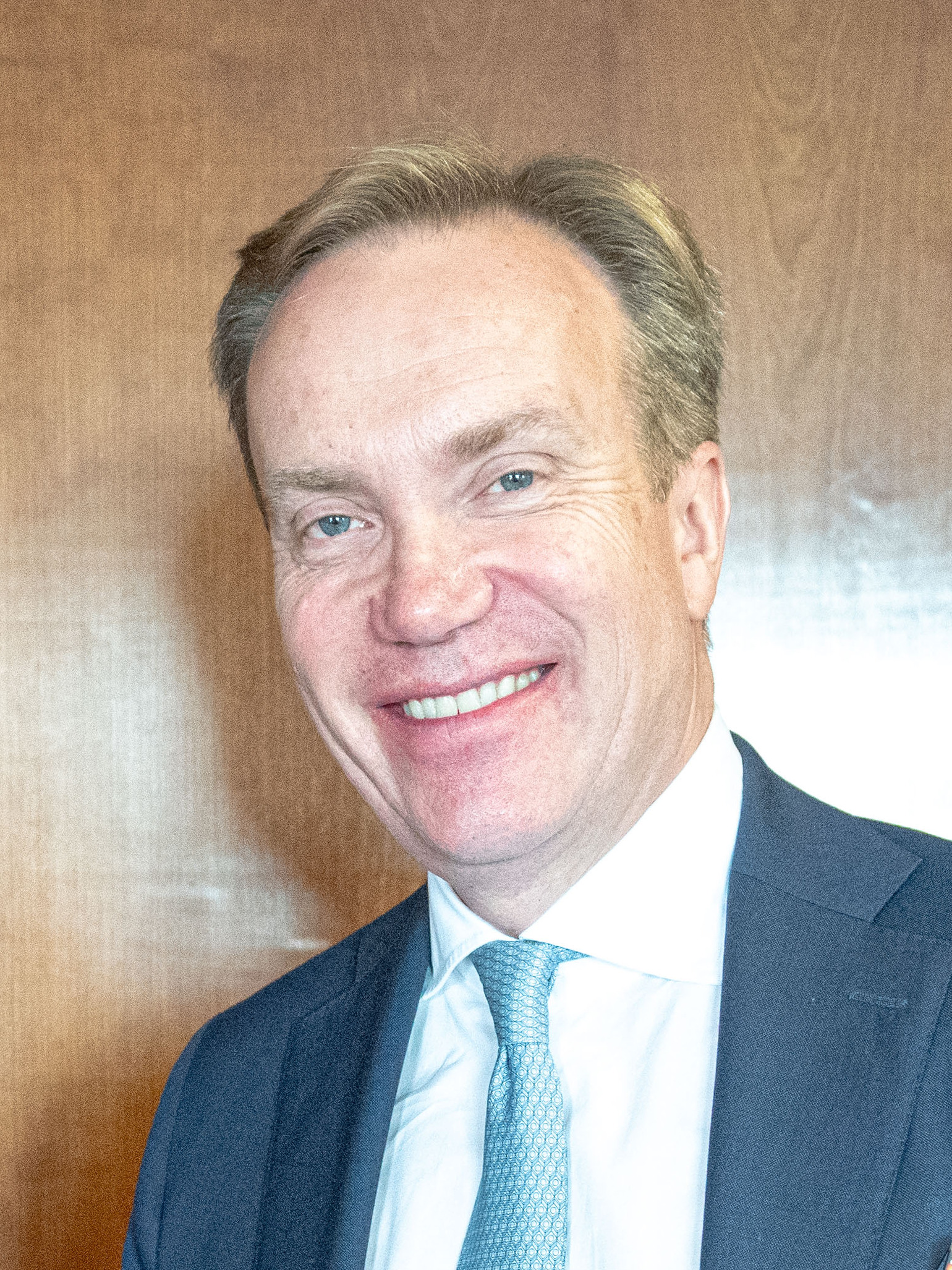
Børge Brende, 2023

Børge Brende (* 25. September 1965 in Odda) ist ein norwegischer Politiker der konservativen Partei Høyre.  Von 1997 bis 2008 war er Abgeordneter im Storting. Brende war von Oktober 2001 bis Juni 2004 der Umweltschutzminister, anschließend bis Oktober 2005 der Wirtschafts- und Handelsminister und von Oktober 2013 bis Oktober 2017 der Außenminister seines Landes. Seit 2017 ist er der Präsident des Weltwirtschaftsforums.

## Leben
Brende wuchs in Trondheim auf und engagierte sich in der Høyre-Parteijugend Unge Høyre. Im Jahr 1985 fungierte er als deren politischer Sekretär, von 1986 bis 1988 war er erster stellvertretender Vorsitzender der Parteijugend. Von 1986 bis 1987 war er des Weiteren als politischer Berater der Høyre-Fraktion im norwegischen Nationalparlament Storting sowie als Berater vom Høyre-Vorsitzenden Rolf Presthus tätig. Im Juni 1988 wurde Brende als Nachfolger von Trond Helleland zum neuen Vorsitzenden der Unge Høyre gewählt. Brende setzte sich als Unge-Høyre-Vorsitzender dafür ein, dass die Partei Høyre sich für den Eintritt Norwegens in die Europäische Gemeinschaft (EG) aussprechen solle. Dieses Ziel der Parteijugend wurde während seiner Amtszeit erreicht. Brende war bis Juni 1990 Vorsitzender. Sein Nachfolger wurde Jan Tore Sanner.
In den Jahren von 1990 bis 1992 arbeitete Brende für das Unternehmen Brende-entreprenør AS. Von 1991 bis 1992 war er zudem Vize-Vorsitzender der pro-europäischen Organisation Europabevegelsen. In der Zeit von 1991 bis 1997 gehörte er dem Stadtrat von Trondheim an. Dabei war er Fraktionsvorsitzender der Høyre-Gruppierung und in der Position eines Kommunalråds Berufspolitiker. Brende fungierte von 1994 bis 1998 als erster stellvertretender Vorsitzender der Høyre. Im Jahr 1997 schloss er sein Geschichtsstudium ab.

### Abgeordneter und Minister
Bei der Parlamentswahl 1997 zog Brende erstmals in das Storting ein. Dort vertrat er den Wahlkreis Sør-Trøndelag und wurde Mitglied im Finanzausschuss. Von 1997 bis 2001 führte er zudem das Gremium an, dass für die Entwicklung des Høyre-Wahlprogramms zuständig war. Am 19. Oktober 2001 wurde Brende in der neu gebildeten Regierung Bondevik II zum Umweltschutzminister ernannt. Diese Position hatte er bis zum 18. Juni 2004 inne, als er zum neuen Wirtschafts- und Handelsminister ernannt wurde. Brendes Amtszeit endete mit dem Abtritt der Regierung am 17. Oktober 2005.
Brende kehrte, nachdem er sein Mandat aufgrund seiner Regierungsmitgliedschaft hatte ruhen lassen müssen und von seiner Parteikollegin Linda Hofstad Helleland vertreten worden war, im Herbst 2005 wieder in das Storting zurück. Dort wurde er zunächst erster stellvertretender Vorsitzender des Energie- und Umweltausschusses. Im Januar 2008 wechselte er in den Finanzausschuss, wo er bis zum Ende der Legislaturperiode im Herbst 2009 verblieb. Ab 2008 war er von seinem Mandat freigestellt, um bis 2009 den Posten als Geschäftsführer des Weltwirtschaftsforums einnehmen zu können. Sein Vorgehen, die Position vor Ende der Legislaturperiode anzutreten, führte zu Kritik. Brende fungierte anschließend bis 2011 als Generalsekretär des Norwegischen Roten Kreuzes. Nach seiner Zeit beim Roten Kreuz war er bis 2013 erneut als Geschäftsführer beim Weltwirtschaftsforum tätig. Von 2005 bis 2013 gehörte er dem China Council, einem beratenden Umweltorgan der chinesischen Regierung und Behörden, an.
In der neu gebildeten Regierung Solberg wurde er am 16. Oktober 2013 zum Außenminister ernannt. Zwischen dem 28. Dezember 2013 und dem 22. Januar 2014 übernahm er zudem das ebenfalls im norwegischen Außenministerium angesiedelte Amt des EWR- und EU-Ministers.

### Präsident des Weltwirtschaftsforums
Im September 2017 wurde Børge Brende zum Präsidenten des Weltwirtschaftsforums ernannt. Seine Amtszeit als Außenminister endete aufgrund dieser Ernennung am 20. Oktober 2017.